# Rhotanella punctovenosa
Rhotanella punctovenosa är en insektsart som först beskrevs av Melichar 1915.  Rhotanella punctovenosa ingår i släktet Rhotanella och familjen Derbidae. Inga underarter finns listade i Catalogue of Life.